# 成田東武ホテルエアポート
成田東武ホテルエアポート（なりたとうぶホテルエアポート、英: Narita Tobu Hotel Airport）は、千葉県成田市にある東武ホテルグループのホテル。東京スカイツリーのオフィシャルホテル。

## 概要
株式会社成田プラザホテルによって、1975年（昭和50年）10月3日に新東京国際空港（現在の成田国際空港）周辺部に「ホリデイ・イン成田」として開業。出資者9人の中で4人が空港公団に用地を売却した元地権者であり、「農民ホテル」とも呼ばれた。
成田空港を利用する海外旅行客の前後泊を見込んで建設されたホテル群の1つであり、空港周辺ホテルとしては同じく開港に先立って1974年（昭和49年）に開業した成田ファースト・シティホテル（成田ビューホテルを経て、現在はアートホテル成田）に続く2番目の開業であった が、成田空港問題による開港の遅れと周辺に乱立したホテルとの競合により経営不振に陥り、累積赤字が20億円にまで達した。1977年（昭和52年）12月22日には三里塚闘争を支援する過激派による襲撃を受けている。
1987年（昭和62年）8月20日に東武グループが営業権を譲受して「ホリデイ・イン東武成田」となる。
1992年（平成4年）7月に西館を増床し、2010年（平成22年）12月31日に現名称に改称。
2012年（平成24年）より、同じ東武グループである東京スカイツリーのオフィシャルホテルとなる。

## アクセス
無料シャトルバス
- 成田国際空港 第1旅客ターミナル1階より約10-15分、ホテルより約15-20分
- 成田国際空港 第2旅客ターミナル1階より約15-20分、ホテルより約10-15分
- 成田国際空港 第3旅客ターミナルへホテルより約5-10分（早朝5:00,5:30,6:00のみ）
- JR成田駅東口より約15-20分

高速バス
- 銀座駅・東京駅より「エアポートバス東京・成田」成田空港近隣ホテル行で約80-90分（銀座駅・東京駅発18-21時台に4便のみ）

徒歩
- 成田国際空港 第2旅客ターミナル1階より約23分、ホテルより約23分
- 成田国際空港 第3旅客ターミナル1階より約10分、ホテルより約10分

## 周辺情報
- 側高神社 - 徒歩3,4分の為、ホテル利用の参拝者も多い